# 奧比爾基 (薩爾內區)
51°21′40″N 26°39′59″E / 51.36111°N 26.66639°E
奧比爾基（烏克蘭語：Обірки），是烏克蘭的村落，位於該國西北部羅夫諾州，由薩爾內區負責管轄，始建於1725年，面積0.34平方公里，海拔高度165米，2001年人口221，人口密度每平方公里650人。